# Eugène-Henri Perrochet
Eugène-Henri Perrochet (* 1885; † 1958) war ein Schweizer Uhrmacher und Verleger. Die Ansichtskarten, die er auf den Markt brachte, stellen eine wichtige Quelle zur Geschichte der Schweiz dar. 

## Verlag
1906 gründete der Uhrmacher Henri-Eugène Perrochet in La Chaux-de-Fonds seinen Verlag. Im Jahr darauf schloss er sich mit seinem Verwandten Ernest David zusammen. Bis 1915 firmierte der Verlag unter «Perrochet & David» in La Chaux-de-Fonds. Die Karten wurden allerdings zunächst in Paris gedruckt. Die Vorlagen für die Karten lieferten unter anderem Hippolyte Chappuis, das Atelier Jean Gut & Cie. in Zürich und das Atelier Boissonas in Genf. Ab 1912 wurden auch Luftaufnahmen als Motive für Ansichtskarten verwendet. 
1915 endete die Zusammenarbeit zwischen Perrochet und David. Während Ernest David nach Paris übersiedelte, liess sich Perrochet in Lausanne nieder. Da während des Ersten Weltkrieges der Import von Karten aus Frankreich nicht mehr möglich war, druckte Perrochet die Karten nun selbst. Das Unternehmen wurde schon nach kurzer Zeit umgewandelt und lief dann unter dem Namen «Perrochet SA» weiter. Perrochets neuer Geschäftspartner, mit dem er von 1929 bis 1938 zusammenarbeitete, nannte sich Matile.
Nach Perrochets Tod wurde der Verlag von Charles Viredaz und danach von Georges Viredaz weitergeführt. Perrochet SA gründete im Jahr 1960 ein weiteres Unternehmen, «Pleinciel SA», das in den folgenden Jahren Luftaufnahmen der gesamten Schweiz anfertigte. Genutzt wurde dazu eine Piper, fotografiert wurde mit einer Mamiya.
2003 gelangte ein Teil der Bilder der Perrochet-Unternehmen durch Ankauf in die Archive der École polytechnique fédérale de Lausanne. Weitere Bilder kamen durch eine Schenkung von Rose-Marie Magnanelli, der einstigen Direktorin von Perrochet SA, hinzu.